# Cidaphus angulatus
Cidaphus angulatus är en stekelart som beskrevs av Dasch 1974. Cidaphus angulatus ingår i släktet Cidaphus och familjen brokparasitsteklar. Inga underarter finns listade i Catalogue of Life.